# 124-es busz (Pécs)
A pécsi 124-es jelzésű autóbusz a Fagyöngy utca és Mecsekszentkút között közlekedett a Belvárost is érintve.

## Története
A vonalhálózat egyszerűsítése miatt 2019. augusztus 31-étől nem közlekedik.

## Útvonala
| Fagyöngy utca → Árkád → Uránváros → Mecsekszentkút |
| --- |
| Fagyöngy utca – Illyés Gyula utca – Malomvölgyi út – Nagy Imre út – Aidinger János út – Málomi út – Táncsics Mihály utca – Siklósi út – Árpád híd – Alsómalom utca – Alsómalom utca – Rákóczi út – Szabadság utca – József Attila utca – Athinay utca – Nendtvich Andor út – Ybl Miklós utca – Esztergár Lajos utca – Makay István út – Ürögi fasor – Páfrány utca – Magyarürögi út – Fülemüle utca – Magyarürögi út – Abaligeti út – Rózsavölgyi út – Mecsekszentkút |

## Megállóhelyei
| 124 (Fagyöngy utca → Kertváros → Árkád → Uránváros → Mecsekszentkút) |                                  | |
| Perc (↓)                                                             | Megállóhelyek                    | Átszállási kapcsolatok a járat megszűnésekor |
| 0                                                                    | Fagyöngy utca induló végállomás  | |
| 1                                                                    | Csipke utca                      | 1, 8, 23, 23Y, 24, 33, 62, 73, 73Y, 109E, 122, 123, 123Y, 142 |
| 2                                                                    | Málom-hegyi út                   | 1, 8, 23, 23Y, 24, 33, 62, 73, 73Y, 109E, 122, 123, 123Y, 142 |
| 3                                                                    | Gadó utca                        | 1, 8, 23, 23Y, 24, 33, 62, 73, 73Y, 109E, 122, 123, 123Y, 142 |
| 4                                                                    | Tildy Zoltán utca                | 1, 8, 23, 23Y, 24, 33, 62, 73, 73Y, 109E, 122, 123, 123Y, 142 |
| 5                                                                    | Csontváry utca                   | 1, 3, 3E, 6, 6E, 7, 7Y, 23, 23Y, 24, 55, 60, 60A, 60Y, 61, 62, 73, 73Y, 103, 107E, 109E, 121, 122, 123, 123Y, 130, 130A, 142 |
| 6                                                                    | Sztárai Mihály út                | 1, 7, 7Y, 22, 23, 23Y, 24, 55, 60, 60A, 60Y, 73, 73Y, 107E, 109E, 122, 123, 123Y, 142 |
| 7                                                                    | Aidinger János út                | 1, 7, 7Y, 22, 23, 23Y, 24, 55, 60, 60A, 60Y, 73, 73Y, 107E, 109E, 122, 123, 123Y, 142 |
| 8                                                                    | Enyezd utca                      | 22, 23, 23Y, 24, 33, 60, 60A, 60Y, 122, 123, 123Y |
| 9                                                                    | Árnyas út                        | 3, 3E, 22, 23, 23Y, 24, 33, 60, 60A, 60Y, 103, 122, 123, 123Y |
| 10                                                                   | Szövetség utca                   | 3, 3E, 33, 60, 60A, 60Y, 103, 122, 123, 123Y |
| 12                                                                   | Bőrgyár                          | 3, 6, 7, 7Y, 8, 22, 23, 23Y, 24, 33, 41, 41Y, 42, 42Y, 43, 60, 60A, 60Y, 73, 73Y, 103, 122, 123, 123Y, 130, 130A · Helyközi buszok |
| 13                                                                   | Autóbusz-állomás                 | 3, 3E, 6, 6E, 7, 7Y, 8, 20, 21, 21A, 22, 23, 23Y, 24, 41, 41E, 41Y, 42, 42Y, 43, 60, 60A, 60Y, 73, 73Y, 103, 107E, 109E, 121, 122, 123, 123Y, 130, 130A · Helyközi buszok · Távolsági járatok                                                                   |
| 16                                                                   | Árkád                            | 2, 2A, 2E, 3, 3E, 4, 4Y, 6, 6E, 7, 7Y, 8, 13, 13E, 13Y, 14, 14Y, 15, 15A, 22, 23, 23Y, 24, 25, 26, 26Y, 27, 27Y, 28, 28A, 29, 29Y, 30, 33, 38, 38Y, 39, 40, 60, 60Y, 73, 73Y, 102, 102Y, 103, 104, 104A, 104E, 104Y, 107E, 109E, 122, 123, 123Y, 130, 130A, 140 |
| 18                                                                   | Zsolnay-szobor                   | 2, 2A, 2E, 3, 3E, 6, 6E, 7, 7Y, 8, 13Y, 14, 14Y, 22, 23, 23Y, 24, 25, 26, 26Y, 27, 27Y, 28, 28A, 29, 29Y, 30, 31, 32, 32Y, 34, 34Y, 35, 35Y, 36, 37, 38, 38Y, 39, 40, 44, 46, 47, 73, 73Y, 102, 102Y, 103, 107E, 109E, 122, 123, 123Y, 130, 140                 |
| 19                                                                   | Szabadság utca                   | 21, 21A, 22, 23, 23Y, 24, 121, 122, 123, 123Y |
| 20                                                                   | Megyeri tér                      | 21, 21A, 22, 23, 23Y, 24, 121, 122, 123, 123Y |
| 22                                                                   | Nendtvich Andor út               | 22, 23, 23Y, 24, 107E, 122, 123, 123Y |
| 24                                                                   | Ybl Miklós utca                  | 22, 23, 23Y, 24, 122, 123, 123Y |
| 25                                                                   | Mecsek Áruház                    | 1, 2, 2A, 2E, 4, 4Y, 21, 21A, 22, 23, 23Y, 24, 102, 102Y, 104, 104A, 104E, 104Y, 121, 122, 123, 123Y · Helyközi buszok |
| 26                                                                   | Olympia Üzletház                 | 1, 2, 2A, 2E, 4, 4Y, 21, 21A, 22, 23, 23Y, 24, 102, 102Y, 104, 104A, 104E, 104Y, 121, 122, 123, 123Y |
| 28                                                                   | Uránváros                        | 1, 2, 2A, 2E, 4, 4Y, 21, 21A, 22, 23, 23Y, 24, 25, 25A, 26, 26Y, 27, 27Y, 28, 29, 29Y, 102, 102Y, 104, 104A, 104E, 104Y, 107E, 121, 122, 123, 123Y · Helyközi buszok                                                                                            |
| 29                                                                   | Pázmány Péter utca               | 22, 23, 23Y, 24, 107E, 122, 123, 123Y |
| 30                                                                   | Híd                              | 22, 23, 23Y, 24, 107E, 122, 123, 123Y |
| 31                                                                   | Ürög alsó                        | 22, 23, 23Y, 24, 107E, 122, 123, 123Y · Helyközi buszok |
| 32                                                                   | Fülemüle utca                    | 22, 24, 107E, 124 |
| 34                                                                   | Égervölgy                        | 22, 24, 107E, 124 |
| 35                                                                   | Ürög felső                       | 22, 23, 23Y, 24, 107E, 122, 123, 123Y · Helyközi buszok |
| 37                                                                   | Abaligeti út                     | 24 |
| 38                                                                   | Kismélyvölgy dűlő                | 24 · Helyközi buszok |
| 39                                                                   | Mecsekszentkút érkező végállomás | 24 |